# Mr. 3000
Pour plus de détails, voir Fiche technique et Distribution.
Mr. 3000 est un film américain réalisé par Charles Stone III (en), sorti en 2004.

## Synopsis
Stan, un joueur de baseball prend sa retraite après son 3000e coups sûr, persuadé de rester à la postérité. Mais son record et remis en cause et il décide de retourner sur le terrain.

## Fiche technique
- Titre : Mr. 3000
- Réalisation : Charles Stone III (en)
- Scénario : Eric Champnella, Keith Mitchell et Howard Michael Gould
- Musique : John Powell
- Photographie : Shane Hurlbut
- Montage : Bill Pankow
- Production : Gary Barber, Roger Birnbaum et Maggie Wilde
- Société de production : Touchstone Pictures, Dimension Films, The Kennedy/Marshall Company et Spyglass Entertainment
- Société de distribution : Gaumont Buena Vista International (France) et Buena Vista Pictures (États-Unis)
- Pays :  États-Unis
- Genre : Comédie dramatique
- Durée : 104 minutes
- Dates de sortie : 
  -  États-Unis : 17 septembre 2004

## Distribution
- Bernie Mac : Stan
- Angela Bassett : Mo
- Michael Rispoli : Boca
- Brian White : T-Rex
- Ian Anthony Dale : Fukuda
- Evan Jones : Fryman
- Amaury Nolasco : Minadeo
- Dondré T. Whitfield : Skillett
- Paul Sorvino : Gus Panas
- Earl Billings : Lenny Koron
- Chris Noth : Schembri
- Scott Martin Brooks : Eddie Richling
- Rich Komenich : Big Horse Borelli
- David Devey : Gervis
- Travis Kerber : Earl

## Accueil
Le film a reçu un accueil mitigé de la critique. Il obtient un score moyen de 57 % sur Metacritic.